# Sport à La Roche-sur-Yon
Le Sport à La Roche-sur-Yon.

## Alpinisme et escalade
- Club alpin français de Vendée
- Club archéologie plongée subaquatique CAPS

## Athlétisme
- Athletic club La Roche-sur-Yon[1]
- Force athlétique club yonnais[2]

## Cyclisme
- Gestion centre de formation cycliste
- BMX club La Roche-sur-Yon
- Challenge Saint Louis
- La Roche-sur-Yon Vendée Cyclisme
- Veloce club yonnais

## Triathlon
- La Roche Vendée Triathlon[3]
- Athlétic Club La Roche-sur-Yon[4]

## Équitation
- Association poney futé
- SOC des courses de chevaux
- SOC hippique nationale

## Escrime
- Cercle d'escrime yonnais

## Sport de boule

### Pétanque
- Pétanque du Bourg
- Riv'Yon Pétanque
- Roche Pétanque
- La Pétanque Ornaysienne
- Pétanque Yonnaise
- Pétanque Centre Yonnais

## Sport de raquette

### Tennis
- Le Tennis Entente Yonnaise (TEY) est situé sur le complexe des Terres noires à La Roche sur Yon,
  - L'équipe 1 Homme joue en N1B (3e division française).
  - L'équipe 1 Femme évolue en première division

### Tennis de table
- La Roche Vendée Tennis de table.
- Une salle d'entrainement spécifique de 24 tables est dédiée au tennis de table dans le complexe sportif des Terres Noires

## Sport au stade

### Baseball
- Les Empereurs de La Roche-sur-Yon

### Football
- Étoile Sportive Ornaysienne Football : le La Roche ÉSOF possède une équipe fanion féminine qui dispute depuis 2009 le championnat de France féminin de football, ainsi qu'une équipe fanion masculine qui évolue depuis 2007 en championnat de Division d'Honneur de la Ligue atlantique de football.
- La Roche-sur-Yon Vendée Football : après 30 ans au niveau national, le club évolue depuis 2007 en championnat DH de la Ligue atlantique de football.
- Le Football Club les Robretières : club de quartier créé en 1971[5].

### Football américain
- L'Escouade de la Roche-sur-Yon' qui rentre en championnat régional pour la saison 2011-2012.

### Rugby
- Football club yonnais (rugby)

Le club évolue actuellement dans la poule 3 du secteur Grand Ouest de la Fédérale 3.

## Sport d'eau

### Aviron
- Aviron 85

### Natation
- La Roche-sur-Yon Natation : en outre de la natation sportive, le club possède une section de water-polo, ainsi qu'une section plongeon.
- Club des bébés nageurs[6]

### Voile
- Centre nautique yonnais

## Sport de glace

### Patinage artistique
- La Roche-sur-Yon sports de glace[7]

### Hockey sur glace
- Hockey glace yonnais
  - Les "Aigles" évoluent au troisième niveau national (Division 2) depuis la saison 2001-2002.

## Sport en salle

### Gymnastique
- Association de travail corporel équilibres
- Gym 2000 gymnastique volontaire
- Gymnastique club Roche-sur-Yon
- Gymnastique volontaire arc-en-ciel
- Gymnastique volontaire Des Robretières
- Gymnastique volontaire Saint-André-d'Ornay
- Gymnastique volontaire yonnais
- La Vendéenne Essor

### Basket-ball
- Basket-ball club des Robretières
- Roche Vendée basket club : ce club féminin évolue en Ligue 2.
- La Roche Val d'Ornay Basket

### Handball
- La Roche HB était un des rares clubs[réf. nécessaire] à aligner une équipe masculine et une équipe féminine en championnats nationaux mais, après avoir évolué pendant plusieurs saisons en Nationale 1, la section masculine participe aux divisions régionales depuis 2013. La section féminine alterne régulièrement entre Nationale 2 et Nationale 3. À partir de la saison 2018-2019, elle évolue en Nationale 1.

### Rink hockey
La Vendéenne : le club évolue en Nationale 1.

### Roller hockey
- L'Impérial de La Roche-sur-Yon
- École française de roller in line hockey

### Volley-ball
- La Roche volley-ball LRVB

## Sports aériens

### Cerf-volant
- Cerf Vol Yon

### Parachutisme
- Club Parachutiste Vendéen

### Planeur
- Vol à voile yonnais VVY

## Sport de glisse

### Roller / skateboard
- New School

## Sport de combat
- Association yonnaise de karaté shotoka
- Collède départemental des ceintures noires de judo, ju-jitsu
- École yonnaise de karaté
- JCY judo club yonnais
- Kendo yonnais
- Club De Kung Fu Wushu Yonnais

## Autres sports

### Cheerleaders, twirling / majorettes
- La Roche-sur-Yon twirling

### Handisport
- Tennis Open fauteuil roulant Vendée
- La Roche handisport

### Omnisports
- ASPTT de Vendée
- Association sportive vendéenne des organismes sociaux (ASVOS)
- Gazélec Vendée Sports

### Ultimate
- Ultimate Dragon's Flight

## Jeux

### Palet
- Amicale sportive du palet yonnais

### Échecs
- Club Echecs la Roche sur Yon (CERY)
- Pôle universitaire échiquéen yonnais

## Comité départemental de Vendée
- Comité d'organisation du Tour de Vendée
- de savate française
- de Natation
- de Volley-ball
- de  Tir à l'arc
- de Badminton
- d'Aïkido et de Budo
- de Triathlon
- d' Aviron
- de Vol à voile
- de Sport Universitaire
- d'Entrainement Physique dans le Monde Moderne
- de Motocycliste
- de l' Union Sportive Ens 1er Degré
- Fédération Française de la Montagne et de l'Escalade
- de Gymnastique Volontaire
- de Judo Jujitsu Kendo et disciplines associées
- de Retraite Sportive 8
- de Canoë Kayak
- d' Équitation
- d' Escrime de Vendée
- de Basket-Ball
- de Gymnastique
- de Rugby
- de Golf
- de Voile
- de Pêche
- de Tennis de table
- de Roller skating
- Compagnie d'Archers Saint Georges
- Coordin Clubs Pétanque Roche-sur-Yon
- de Randonnée pédestre
- de squash
- handisport
- du jeu d' Échecs
- du sport de Billard
- du sport adapté
- des Médaillés de la jeunesse et sports
- Centre d'entrainement et de formation 85
- Declare Apt
- District de Vendée de Football
- Fédération pour la Pêche et la protection en milieu aquatique
- Fédération Française d'Athlétisme
- Ffessm Vendée	- Football Club Robretières Roche-sur-Yon
- Les Établières sports
- Ligue Pays Loire pétanque & jeu provencal
- Ligue Tennis des Pays de la Loire
- Oxylibre
- Scaphandre club yonnais SCY
- Société de Tir des Terres Noires
- Spéléo Club Vendée
- Sport Adapté	- Squash Yonnais
- Union des femmes françaises
- Union générale sportive enseignement  libre

## Équipements sportifs

### Aérodrome
- Aéroport René Couzinet

### Hippodrome
- hippodrome des Terres-Noires

### Stades
- Stade Saint-Louis
- Stade Jules Ladoumègue
- Stade Henri Desgrange
- Stade du Bourg
- Stade de Saint-André d'Ornay

### Salles omnisports
- Salle omnisports Jean Yole (1 000 places)
- Salle de sports Rivoli
- Salle de sports Pierre Mendès France
- Salle de sports Philibert Pelé
- Salle de sports de la Courtaisière
- Salle de sports de l'Angelmière
- Salle de judo
- Salle de gymnastique des Gondoliers
- Salles de tennis les Terres-Noires
- CREPS Centre sports et loisirs

### Piscine
- Complexe Arago

### Patinoire
- Complexe Arago

### Skate park
- skate park de la Généraudière

## Sportifs nés à La Roche-sur-Yon
- Félicia Ballanger
- Alexandre Bonnet
- Max Bléneau
- Mélodie Chataigner
- Ciryl Gane
- Adlène Guedioura
- Aymeric Jeanneau
- Rudy Jomby
- Stanislas Rabiller